# Andreas Brantelid
Andreas Brantelid  (født 8. oktober 1987 i København) er en dansk-svensk cellist. 
Han begyndte at spille cello som 4-årig med sin far som lærer, og havde sin debutkoncert med Det Kongelige Kapel i en alder af 14, hvor han spillede Edward Elgars cellokoncert.
I 2006 vandt han Eurovisionens konkurrence for unge solister som repræsentant for Sverige. Året efter blev han udnævnt til DR Kunstner 2007. I 2009 modtog han Kronprinsparrets Kulturpris og i 2015 modtog han den store danske musikpris Carl Nielsen-prisen.
Andreas Brantelid har spillet med en lang række internationale orkestre som London Philharmonic, BBC Symphony Orchestra, Seattle Symphony, Berlins Radio Symphony, Orchester des Champs-Elysées m.fl.